# Marcellin Nadeau
Pour les articles homonymes, voir Nadeau.
Marcellin Nadeau, né le 2 novembre 1962 à Saint-Pierre en Martinique, est un homme politique français. Il est élu conseiller à l'Assemblée de Martinique en 2021 et député de la deuxième circonscription de la Martinique en 2022, réélu en 2024.

## Biographie

### Formation
Marcellin Nadeau est titulaire d'une maîtrise en droit public et d'un DEA en sciences administratives obtenus à l'Université de Grenoble. Il travaille ensuite comme gestionnaire comptable dans l'Education nationale.

### Parcours politique

#### Mandats locaux
Il est conseiller général du canton du Prêcheur de 2004 à 2015, vice-président de la commission de l'Agriculture, de la Pêche et de l'Aménagement rural au sein du conseil général, puis président de la commission Sport et Culture. Il est aussi 1er vice-président de la Communauté de communes du Nord de la Martinique (CCNM) de 2008 à 2014.
Il est maire du Prêcheur de 2008 à 2022,. Après avoir été membre du Mouvement des démocrates et écologistes pour une Martinique souveraine (MODEMAS), un parti nationaliste fondé par Garcin Malsa, il fonde en 2019, avec le député Jean-Philippe Nilor, dissident du Mouvement indépendantiste martiniquais (MIM), le mouvement politique Péyi-A. Il est depuis sa création le coprésident de ce parti.
Marcellin Nadeau, qui milite depuis les années 1980 pour des causes écologiques et pour une autonomie souveraine de la Martinique, devient depuis 2022, sous l'influence de penseurs caraïbéens (Georges Anglade, Vincent Placoly, Arturo Escobar, Malcom Ferdinand), mais aussi de ses expériences d'élu local au Prêcheur confronté au dérèglement climatique, à la montée des eaux et à la relocalisation obligée de la population insulaire, le défenseur d'une écologie décoloniale, qui lie l'écologie, le social, et la liberté des peuples, notamment dominés.

#### Député
Marcellin Nadeau est élu député dans la deuxième circonscription de la Martinique lors des élections législatives de 2022, avec 63,46 % voix, face à Justin Pamphile (maire du Lorrain).
Comme la plupart des élus ultramarins, il siège dans le groupe parlementaire de la Gauche démocrate et républicaine, groupe qui regroupe des communistes, des socialistes dissidents et pour moitié des élus issus des Outre-mer. Et contrairement au cofondateur du parti Péyi-A, Jean-Philippe Nilor, élu du sud de la Martinique, qui a choisi lui de siéger dans le groupe de la France insoumise.
Il se fait remarquer principalement au Parlement par le vote à l'unanimité d'une Proposition de Résolution sur une nécessaire mutualisation des moyens de gestion et de financements administratifs liés aux catastrophes naturelles et à la transition écologique, et notamment pour l'érosion côtière (2024) en proposant la création d'un fonds d'érosion côtière permettant aux communes littorales et insulaires de faire face à la crise climatique et humaine en cours. De même, il dépose une Proposition de loi sur la connaissance du phénomène et l'indemnisation des victimes du scandale du chlordécone (2023), ainsi qu'une Proposition de loi constitutionnelle visant à reconnaître la particularité des peuples insulaires dans la République (2023). Il dénonce en effet un retour de « colonialité » des gouvernements français depuis une dizaine d'années, que dénonçait déjà Aimé Césaire dans les années 1960 lorsqu'il parlait de "tyrannie par indifférence".
En juin 2024, à la suite de la dissolution de l'Assemblée nationale, il est candidat à sa réélection sous la bannière du Nouveau Front populaire. Lors du premier tour, il finit en tête avec plus de 50,79% des voix face à Yan Monplaisir (DVD), qui atteint 28,59%. Obligé à un second tour, il conforte son score de 2022 en obtenant 65,7% des voix, arrivant en tête dans toutes les communes du nord de l'île dont il est élu, sauf deux. Il renouvelle à l'Assemblée Nationale sa confiance au groupe parlementaire GDR présidé par André Chassaigne qu'il réintègre. Il siège à nouveau à la Commission du Développement durable et de l'Aménagement du territoire, dont il est membre du Bureau.
Dans le cadre des Manifestations contre la vie chère en 2024, il regrette que « la répression » soit la réponse face à des « revendications légitimes » et demande que « l'État consente enfin à jouer son rôle face aux positions oligopolistiques des grands groupes de la distribution qui font les prix ». Il rend également visite à Rodrigue Petitot, militant et président du RPPRAC, le Rassemblement pour la protection des peuples et des ressources afro-caribéennes.
En octobre 2024, il fait partie des 13 parlementaires français qui proposent de mettre en place un système de « sécurité sociale de l'alimentation », « garantissant un accès universel et digne à une alimentation saine pour tous, sans condition de ressources ».

### Polémique «Azerbaïdjan»
En novembre 2023, le magazine Marianne rapporte qu'il se rend à Bakou en Azerbaïdjan, « tous frais payés » à la conférence du Groupement d'initiative Bakou, « Vers une complète élimination du colonialisme » traitant notamment de la décolonisation de la Martinique et d'autres territoires français. L'agence de presse azerbaïdjanaise Trend met en avant qu'il y déclare que la France est responsable d'avoir « empoisonné le peuple de Martinique ». Cette participation en tant qu'élu de la république est vue comme un soutien à « à la campagne de dénigrement et de déstabilisation » menée par l'Azerbaïdjan et la Russie et leur ingérence dans la politique intérieur de la France dans le contexte de tensions entre les deux pays et Paris, voire comme une « trahison » par l'éditorialiste Michel Taube,. Sa présence et ses contradictions faisant débat, il apporte alors son soutien aux peuples arméniens dans le cadre du Conflit frontalier entre l'Arménie et l'Azerbaïdjan.